# Spoelwormen
De spoelwormen (Ascaridida) vormen een orde binnen de rondwormen (Nematoda). De soorten uit deze orde leven als parasiet in de darmen van gewervelde dieren. Ze zijn spoelvormig en ze kunnen tot 50 cm lang worden. In de mondopening zitten drie "lippen" waarop papillen zitten.
Binnen deze orde komen een aantal bekende soorten spoelwormen voor, zoals de haringworm (geslacht Anisakis) die bij mensen de aandoening anisakiasis veroorzaakt. Verder uit het geslacht Ascaris de spoelworm (A. lumbricoides ) die parasiteert op de mens en ascariasis kan veroorzaken.
Vooral bij wasberen, maar ook bij huishonden wordt de spoelwormsoort Baylisascaris procyonis aangetroffen. Een ander soort spoelworm die vaak wordt aangetroffen bij honden, katten, vossen en daarmee verwante soorten is Toxascaris leonina. Daarnaast zijn er ook nog Toxocara canis die vaak bij honden wordt gevonden en T. cati vooral bij katten en de veroorzakers zijn van toxocariasis.
De bij de mens (vooral bij kinderen) regelmatig voorkomende aandoening enterobiasis wordt veroorzaakt door de aarsmade (Enterobius vermicularis), een spoelwormsoort uit de familie Oxyuridae.

## Taxonomie
Over de plaatsing van deze orde binnen de systematiek van de rondwormen is geen consensus. Vroeger werden ze geplaatst bij de orde Rhabditida terwijl modern DNA-onderzoek eerder wijst in de richting van een plaats binnen een onderklasse Spiruria  als zusterorde van de  Spirurida. De hier gepresenteerde indeling komt uit de Catalogue of Life., maar de geslachten uit de familie Ascarididae zijn ontleend aan Anderson (2000).

### Indeling
- Orde Ascaridida
  - Familie: Anisakidae (9 geslachten o.a. Anisakis waarin de haringworm)
  - Familie: Ascarididae (15 geslachten waaronder Ascaris, Toxocara en Toxascaris)[2]
  - Familie: Ascaridiidae
    - Geslacht: Ascaridia

  - Familie: Cosmocercidae
    - Geslacht: Probstmayria

  - Familie: Cucullanidae
    - Geslacht: Bulbodacnitis
    - Geslacht: Cucullanellus
    - Geslacht: Truttaedacnitis

  - Familie: Heterakidae
    - Geslacht: Hatterianema
    - Geslacht: Heterakis
    - Geslacht: Kiwinema

  - Familie: Maupasinidae
    - Geslacht: Maupasina

  - Familie: Oxyuridae (5 tot 9 geslachten,o.a. Enterobius waarin de aarsmade)
  - Familie: Toxocaridae
    - Geslacht: Neoascaris
    - Geslacht: Porrocaecum